# Aldo Puccinelli
Aldo Puccinelli (Bientina, 25 dicembre 1920 – Livorno, 11 marzo 1994) è stato un calciatore e allenatore di calcio italiano, che ha giocato nel ruolo di attaccante.
È il secondo calciatore, dietro Stefan Radu, con il maggior numero di presenze in Campionati italiani di calcio con la maglia della Lazio: 339.

## Carriera

### Giocatore
Iniziò a giocare con il Pontedera e nel 1940 venne acquistato dalla Lazio, società con cui rimase fino all'estate del 1955 quando, a 35 anni, diede praticamente addio al calcio agonistico.
Per parlare di Aldo Puccinelli è necessario in primo luogo dare spazio alle cifre: 342 presenze (339 in campionato, di cui 319 in Serie A e 3 in Coppa Italia) con la maglia biancoceleste della Lazio, 78 reti (77 in campionato e 1 in Coppa) giocando nel ruolo di ala ambidestra. Fu una bandiera della Lazio di quegli anni, di cui fu decine di volte capitano.

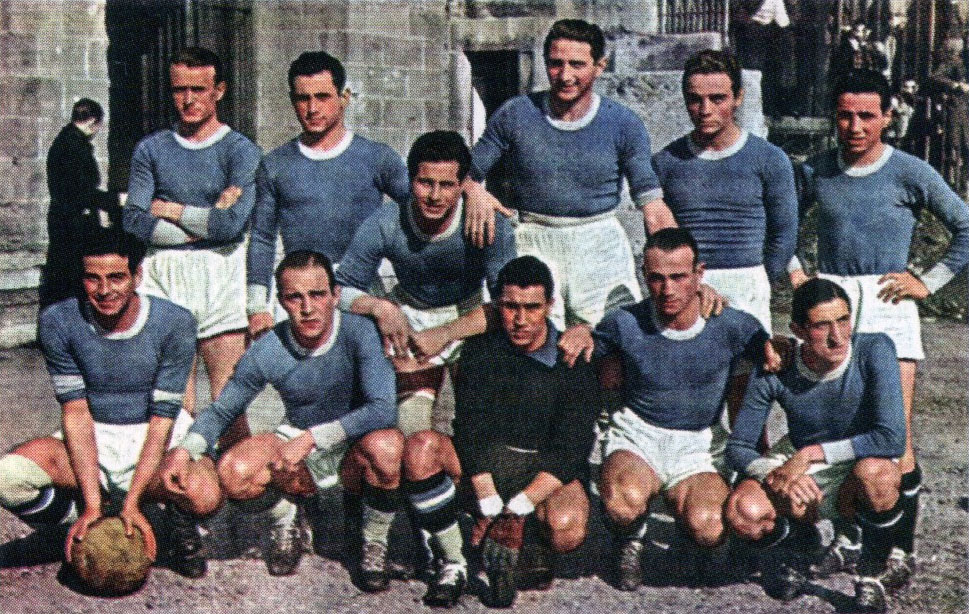
Puccinelli (in piedi, primo da destra) alla Lazio nel 1940-1941

Arrivò a Roma appena ventenne, mettendo per la prima volta piede in una grande città. Piccolo di statura, abbastanza compatto, dal carattere tranquillo, sempre gentile e posato, non suscitò a prima vista una grande impressione. Dopo un anno di gavetta, con due sole presenze in prima squadra, piacque subito all'allenatore della stagione successiva (1941-42), l'austriaco Popovic, che gli affidò la maglia di titolare.
Stilisticamente perfetto, grintoso a dispetto del fisico minuto, imprendibile quando era lanciato, iniziò da ala sinistra e solo nel dopoguerra assunse la posizione preferita a destra. Il 24 maggio del 1942 entrò definitivamente nel cuore dei tifosi laziali, segnando il gol del pareggio nell'1-1 di un derby con quella Roma che avrebbe poi vinto lo scudetto.
La sua carriera fu anche influenzata dagli eventi bellici, che spezzarono uno dei momenti migliori della sua carriera in quanto si vide costretto a lasciare Roma e tornare in Toscana, per essere vicino alla sua famiglia nei momenti più bui del conflitto. Terminata la guerra, però, fece il suo ritorno nella "Città Eterna" per riprendere il suo posto nelle file della Lazio.
Costituì un punto fermo di una formazione che comprendeva, tra gli altri, i fratelli Sentimenti, Francesco Antonazzi e Romolo Alzani, indossando in diverse occasioni anche la fascia di capitano. Con quell'undici la Lazio raggiunse per tre volte consecutive il quarto posto, tra la fine degli anni '40 e l'inizio dei '50.
Dopo una lunga militanza in biancoceleste, Puccinelli chiuse la carriera con la maglia del Livorno, dal 1955 al 1957.

### Allenatore
Una volta conclusa la sua carriera da calciatore, Puccinelli intraprese la carriera di allenatore, iniziata a metà degli anni cinquanta con la formazione toscana del Cuoiopelli, quindi col Cascina e poi nel 1969 si ritrova sulla panchina del Livorno, squadra che poi guiderà anche nella parte finale dell'annata 1974-75.
È scomparso nel 1994 all'età di 73 anni.

## Statistiche

### Presenze e reti nei club
| Stagione        | Squadra            | Campionato      | Campionato | Campionato | Coppe nazionali | Coppe nazionali | Coppe nazionali | Coppe continentali | Coppe continentali | Coppe continentali | Altre coppe | Altre coppe | Altre coppe | Totale | Totale |
| Stagione        | Squadra            | Comp            | Pres       | Reti       | Comp            | Pres            | Reti            | Comp               | Pres               | Reti               | Comp        | Pres        | Reti        | Pres   | Reti   |
| --------------- | ------------------ | --------------- | ---------- | ---------- | --------------- | --------------- | --------------- | ------------------ | ------------------ | ------------------ | ----------- | ----------- | ----------- | ------ | ------ |
| 1939-1940       | Pontedera          | C               | ?          | ?          | CI              | ?               | ?               | -                  | -                  | -                  | -           | -           | -           | ?      | ?      |
| 1940-1941       | Lazio              | A               | 2          | 0          | CI              | 0               | 0               | -                  | -                  | -                  | -           | -           | -           | 2      | 0      |
| 1941-1942       | Lazio              | A               | 23         | 9          | CI              | 0               | 0               | -                  | -                  | -                  | -           | -           | -           | 23     | 9      |
| 1942-1943       | Lazio              | A               | 27         | 2          | CI              | 3               | 1               | -                  | -                  | -                  | -           | -           | -           | 30     | 3      |
| 1943-1944       | Massese            | PD              | 8          | 2          | -               | -               | -               | -                  | -                  | -                  | -           | -           | -           | 8      | 2      |
| 1944-1945       | S. Croce sull'Arno | ?               | ?          | ?          | -               | -               | -               | -                  | -                  | -                  | -           | -           | -           | ?      | ?      |
| 1945-1946       | Lazio              | DN              | 20         | 2          | -               | -               | -               | -                  | -                  | -                  | -           | -           | -           | 20     | 2      |
| 1946-1947       | Lazio              | A               | 38         | 13         | -               | -               | -               | -                  | -                  | -                  | -           | -           | -           | 38     | 13     |
| 1947-1948       | Lazio              | A               | 34         | 6          | -               | -               | -               | -                  | -                  | -                  | -           | -           | -           | 34     | 6      |
| 1948-1949       | Lazio              | A               | 38         | 8          | -               | -               | -               | -                  | -                  | -                  | -           | -           | -           | 38     | 8      |
| 1949-1950       | Lazio              | A               | 34         | 10         | -               | -               | -               | -                  | -                  | -                  | -           | -           | -           | 34     | 10     |
| 1950-1951       | Lazio              | A               | 38         | 9          | -               | -               | -               | -                  | -                  | -                  | -           | -           | -           | 38     | 9      |
| 1951-1952       | Lazio              | A               | 28         | 9          | -               | -               | -               | -                  | -                  | -                  | -           | -           | -           | 28     | 9      |
| 1952-1953       | Lazio              | A               | 31         | 6          | -               | -               | -               | -                  | -                  | -                  | -           | -           | -           | 31     | 6      |
| 1953-1954       | Lazio              | A               | 18         | 3          | -               | -               | -               | -                  | -                  | -                  | -           | -           | -           | 18     | 3      |
| 1954-1955       | Lazio              | A               | 8          | 0          | -               | -               | -               | -                  | -                  | -                  | -           | -           | -           | 8      | 0      |
| Totale Lazio    | Totale Lazio       | Totale Lazio    | 339        | 77         |                 | 3               | 1               |                    | -                  | -                  |             | -           | -           | 342    | 78     |
| 1955-1956       | Livorno            | B               | 29         | 7          | -               | -               | -               | -                  | -                  | -                  | -           | -           | -           | 29     | 7      |
| 1956-1957       | Livorno            | C               | 32         | 8          | -               | -               | -               | -                  | -                  | -                  | -           | -           | -           | 32     | 8      |
| Totale Livorno  | Totale Livorno     | Totale Livorno  | 61         | 15         |                 | -               | -               |                    | -                  | -                  |             | -           | -           | 61     | 15     |
| Totale carriera | Totale carriera    | Totale carriera | 408+       | 94+        |                 | 3+              | 1+              |                    | -                  | -                  |             | -           | -           | 411+   | 95+    |

## Palmarès

### Allenatore

#### Competizioni nazionali
- Serie D: 1

Empoli: 1962-1963